# 四塘镇 (桂林市)
四塘镇，原为四塘乡，是中华人民共和国广西壮族自治区桂林市临桂区下辖的一个乡镇级行政单位。

## 行政区划
四塘镇下辖以下地区：
新村、界牌村、大湾村、土桥村、李家村、四塘村、大约村、腊村、横山村、刘村、江西村、太平村、自信村、面村和岩口村。

## 中国传统村落
2012年，横山村被评为首批“中国传统村落”。